# Frères Faucher
Pour les articles homonymes, voir Faucher.
Les frères Faucher (1760-1815), aussi appelés « les jumeaux de La Réole », prénommés Constantin et César, sont des frères jumeaux, nés le 12 septembre 1760 à La Réole en Gironde, devenus généraux de brigade pendant la Révolution française. Ils meurent tous deux le même jour, fusillés le 27 septembre 1815 à Bordeaux sur décision d'un conseil de guerre, victimes de la « Terreur blanche ».

## Biographie
Fils d'un militaire devenu diplomate et commissaire des guerres et d'une mère issue de la bonne bourgeoisie, les frères Faucher sont des jumeaux d'une parfaite ressemblance. Pour se faire reconnaitre, ils portent à leur boutonnière une fleur différente. Issus d'un milieu plutôt aisé, ils reçoivent une bonne éducation.
En 1775 ils entrent aux chevau-légers de la garde de Louis XVI et deviennent lieutenants dans un régiment de dragons. Ayant fait des études de droit, ils deviennent aussi avocats. Ils se lient d'amitié avec André-Daniel Laffon de Ladebat.
Le 11 juin 1790, leur élection en qualité de députés de la circonscription de Bazas est invalidée.
En 1791, César est élu président de l'administration et commandant des gardes nationales de La Réole. Constantin est commissaire du Roi, puis président de la municipalité du chef-lieu de ce district.
En 1793, acquis aux idées révolutionnaires, ils forment un corps franc d'infanterie, sous la désignation des « Enfants de La Réole », et reprennent leur carrière militaire contre les royalistes lors de la guerre de Vendée. Ils parcourent rapidement tous les grades, d'adjudant-général jusqu'à général de brigade — à titre provisoire —, le 11 octobre 1793. Mais les nombreuses blessures reçues au combat les obligent à quitter le service.
Au moment de quitter l'armée, ils sont accusés de fédéralisme et de royalisme et traduits devant un tribunal révolutionnaire le 1er janvier 1794. Condamnés à mort et conduits à l'échafaud, ils sont sauvés par le représentant du peuple Joseph Lequinio, qui obtient leur grâce et fait casser le jugement de condamnation à mort.
Ayant rejoint l'armée de Moselle de Kléber, ils demandent à être réformés.
En 1800, ralliés au coup d'État du 18 Brumaire, Constantin est nommé sous-préfet de La Réole et César membre du conseil général de la Gironde.
Démissionnaires en 1803, ils restent étrangers aux affaires publiques jusqu'en 1814.
Durant les Cent-Jours, ils sont nommés chevaliers de la Légion d'honneur et employés en qualité de maréchaux de camp à l'armée des Pyrénées orientales.
César est nommé représentant par les électeurs de la Réole et Constantin maire de la même ville, puis, lors de l'état de siège du département de la Gironde, commandant des arrondissements de la Réole et de Bazas. En défendant La Réole, ils sont condamnés à mort par les Anglais, mais graciés sur l'intervention du maréchal Marmont.

## La mort des frères Faucher
Le 22 juillet 1815, sous le règne de Louis XVIII, le général Clausel ordonne aux frères Faucher de cesser leurs fonctions, le drapeau blanc venant d'être arboré à Bordeaux. Mais les frères Faucher, à La Réole, conservent le drapeau tricolore jusqu'au 23 juillet. Des troubles surviennent à La Réole où un détachement des régiments coloniaux, composé d'une vingtaine de noirs originaires de Guadeloupe ou de Saint-Domingue commandés par le lieutenant mulâtre Casimir Duclos, déchire le drapeau blanc aux cris de « Vive Napoléon » et se livre à des pillages envers les royalistes. Des gardes nationaux, envoyés à La Réole, pourchassent les bonapartistes à la recherche des frères Faucher qui sont arrêtés et emprisonnés, avec une partie des insurgés ; les autres s'étant enfuis vers Marmande.
Les frères Faucher sont poursuivis pour avoir « conservé un commandement qui leur avait été retiré, excité à la guerre civile, comprimé par la force l'élan de fidélité au Roi et embauché rebelles et soldats en les engageant à rejoindre Florian, chef des partisans ».
Le 9 août 1815, ils sont transférés des prisons de la Réole au fort du Hâ à Bordeaux, puis interrogés le 18 et le 19. Ils sont traduits le 22 septembre devant un conseil de guerre au sein du château Trompette. On leur refuse le délai nécessaire pour trouver un défenseur. Plusieurs avocats s'étant récusés, ils se défendent mutuellement.
Ils sont condamnés à mort sur la base des trois premiers chefs d'accusation. Le 26 septembre, le conseil de révision confirme le jugement qui est exécuté le lendemain, le 27 septembre 1815 à Bordeaux. Ils sont emmenés à pied depuis le Fort du Hâ, où ils sont emprisonnés, jusqu'à la pelouse de Plaisance près du cimetière de La Chartreuse, pour être fusillés. Ils meurent courageusement, César commandant le feu.
Les autres insurgés capturés à Agen sont jugés plus tard, les 18 et 19 décembre 1815, devant la cour d'assises de Bordeaux. Parmi leurs chefs, ayant agi « sous l'influence des Frères Faucher », un seul est condamné à mort, les autres à des peines de travaux forcés, au bannissement ou à cinq ans d’emprisonnement.

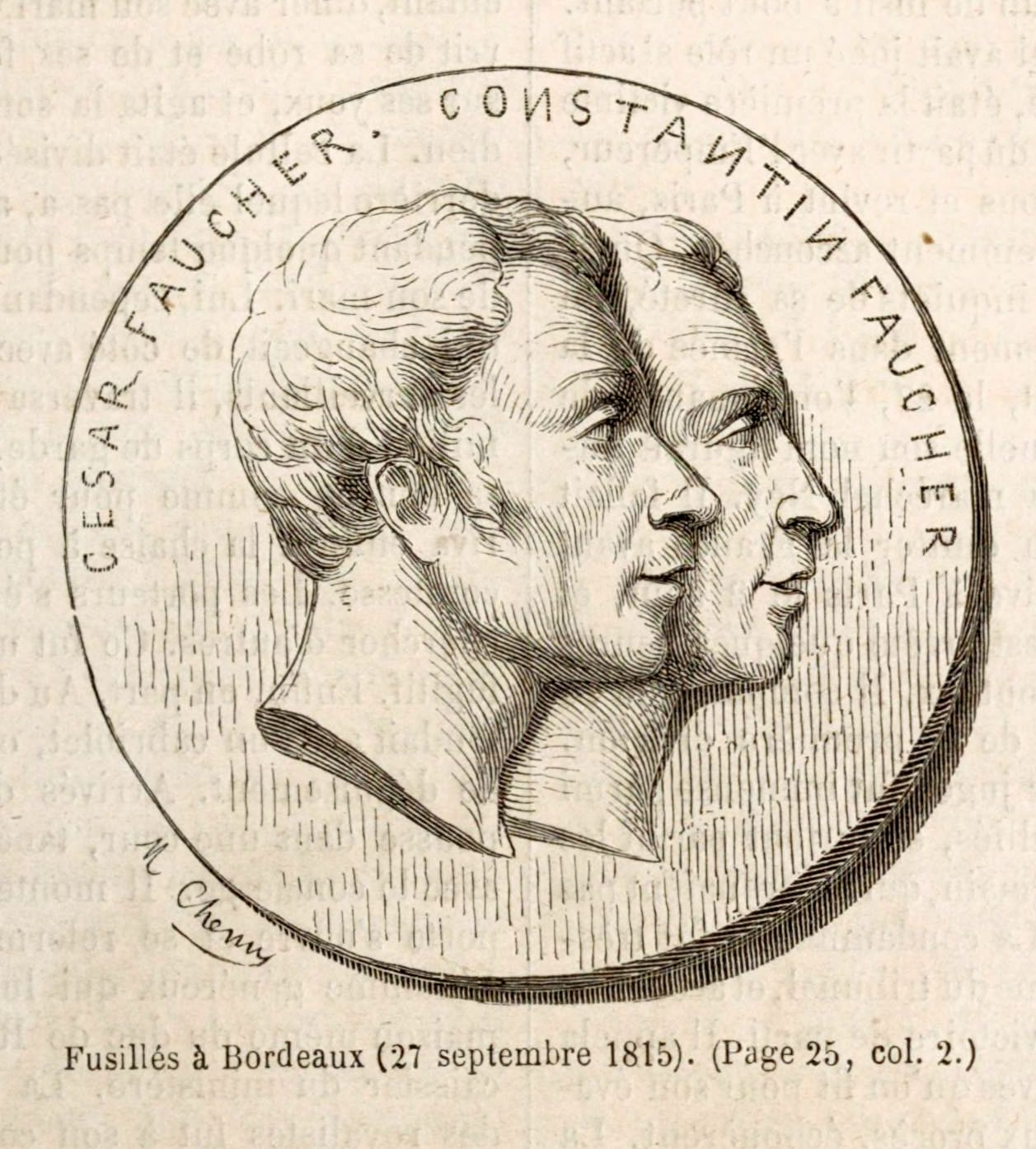
Les frères Faucher, gravure de 1864.
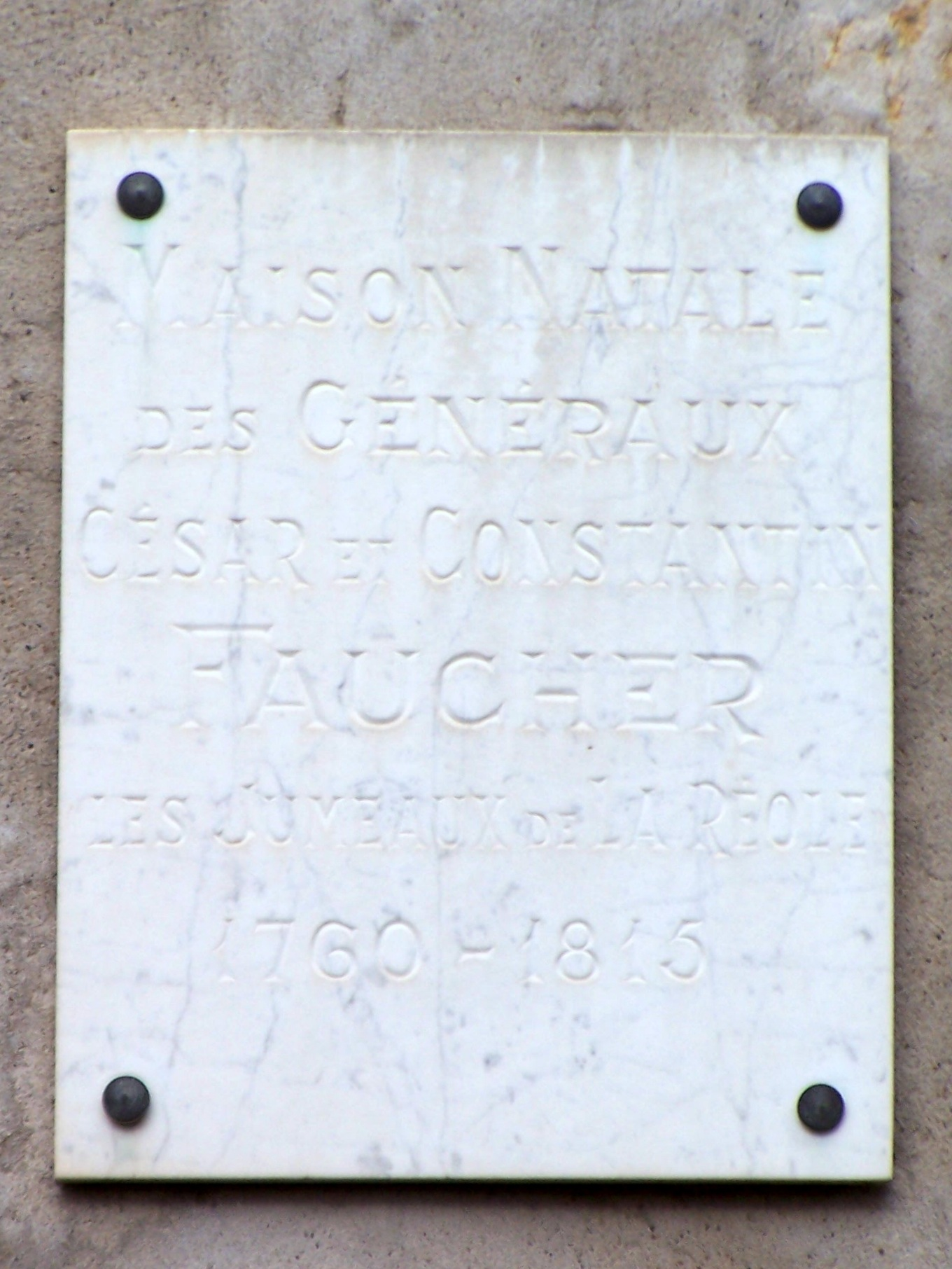
Plaque commémorative apposée sur leur maison natale, 10 rue Lamar à La Réole.

## Postérité
Sous la monarchie de Juillet, leur neveu, Casimir Faucher, publie un ouvrage en leur mémoire dénonçant un « assassinat juridique ». 
Les jumeaux de la Réole est un drame en trois actes, écrit par Rougemont et Decomberousse. Il est représenté le 21 février 1831 au Théâtre de la Renaissance à Paris, et de 1827 à 1832 au Théâtre des Nouveautés. 
Une médaille, réalisée par le sculpteur et médailleur David d'Angers, est frappée en leur honneur. 
Les frères Faucher, fusillés sur décision d'un conseil de guerre le 27 septembre 1815, à l'époque de la terreur blanche à Bordeaux, ont inspiré les figures des deux jumeaux Simeuse dans le roman de Balzac Une ténébreuse affaire.
Une rue de Bordeaux porte leur nom.